# Прескотт-Дэвис, Норман

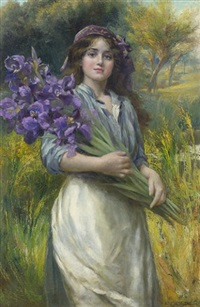
Ирисы

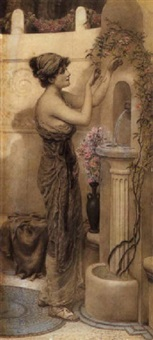
Букет роз

Норман Прескотт-Дэвис (англ. Norman Prescott-Davies; 2 апреля 1862, Айлворт, Лондон — 15 июня 1915, Банбери, Оксфордшир, Англия) — английский художник, акварелист, иллюстратор.

## Биография
Образование получил в Лондонском международном колледже (London International College) и Южном Кенсингтоне. В 1891 году был избран членом Королевского колледжа искусств (Royal College of Art). С 1893 года — член Королевского общества британских художников (Royal Society of British Artists).

## Творчество
Автор многих картин и акварелей с изображением красивых женщин и детей. В качестве иллюстратора сотрудничал с рядом газет Британии («Strand Magazine», «Daily Mirror» и др.). Занимался также созданием рекламной продукции.
Ныне работы художника хранятся в разных музея и частных коллекциях (Манчестерская художественная галерея, Художественная галерея и музей Уильямсона и др.).